# Still Grippin’ Tha Grain: The Best Of
Still Grippin’ Tha Grain: The Best Of jest składanką najlepszych utworów grupy YoungBloodZ. Został wydany 21 listopada 2006 r.

## Lista utworów
1. "YoungBloodZ Intro/6P's" (skit)
2. "Presidential"
3. "Cadillac Pimpin'"
4. "Damn!" (featuring Lil Jon)
5. "Mind on My Money" (featuring Jazze Pha)
6. "85/Billy Dee" (Interlude)
7. "Shakem' Off"
8. "Chop Chop"
9. "U-Way" (How We Do It)
10. "Datz Me" (featuring Young Buck)
11. "Tequila"
12. "Hustle" (featuring Killer Mike)
13. "Lean Low" (featuring Backbone)
14. "Ev'rbody Know Me" (utwór dodatkowy)